# Shōma Ishigami
Shōma Ishigami (japanisch 石上 将馬 Ishigami Shōma; * 30. März 2002 in der Präfektur Tottori) ist ein japanischer Fußballspieler.

## Karriere
Ishigami erlernte das Fußballspielen in der Jugendmannschaft von Gainare Tottori. Seinen ersten Vertrag unterschrieb er 2019 bei Gainare Tottori. Der Verein spielte in der dritthöchsten Liga des Landes, der J3 League. Für den Verein absolvierte er drei Ligaspiele.